# Cupido coelestis
Cupido coelestis är en fjärilsart som beskrevs av William Henry Miskin 1891. Cupido coelestis ingår i släktet Cupido och familjen juvelvingar. Inga underarter finns listade i Catalogue of Life.